# 요한 플란데
요한 플란데(Yohan Flande, 1986년 1월 27일 ~ )는  전 도미니카 공화국의 야구 선수이다. 현 푸방 가디언스 헨리 소사와 사촌관계이다.

## 미국 프로 야구 시절
2008년에 필라델피아 필리스에 입단하였다.

## 한국 프로 야구 시절

### 삼성 라이온즈시절
2016년 7월 11일 앨런 웹스터의 대체 용병으로 영입되었다. 첫번째 등판이었던 7월 23일 수원 kt 위즈전에서 6과 1/3이닝을 던지며 2피안타 3사사구 1피홈런 9탈삼진을 기록하며 성공적인 KBO 리그 데뷔를 치르게 되었다. 그러나 8월 31일 대구 넥센 히어로즈전에선 2와 2/3이닝, 7피안타 8실점 6자책점을 기록하며 조기 강판을 당하게 된다. 1주일 뒤인 9월 7일 대구 kt 위즈전에서 4와 2/3이닝, 8피안타 8실점 8자책점을 기록하여 역시 조기 강판을 당하게 되었다. 시즌 마지막 경기인 10월 8일을 끝으로 올해 성적은 13경기 2승 6패 평균자책점 7.60을 기록하며 삼성 라이온즈에게 재계약 불가 통보를 받았다.